# Euphylidorea caudifera
Euphylidorea caudifera är en tvåvingeart som först beskrevs av Alexander 1927.  Euphylidorea caudifera ingår i släktet Euphylidorea och familjen småharkrankar. Inga underarter finns listade i Catalogue of Life.